# Carlo Sommaruga
Carlo Sommaruga (Zürich, 8 juli 1959) is een Zwitsers advocaat en politicus voor de Sociaaldemocratische Partij van Zwitserland (SP/PS) uit het kanton Genève. Hij zetelt sinds 2019 in de Kantonsraad.

## Biografie

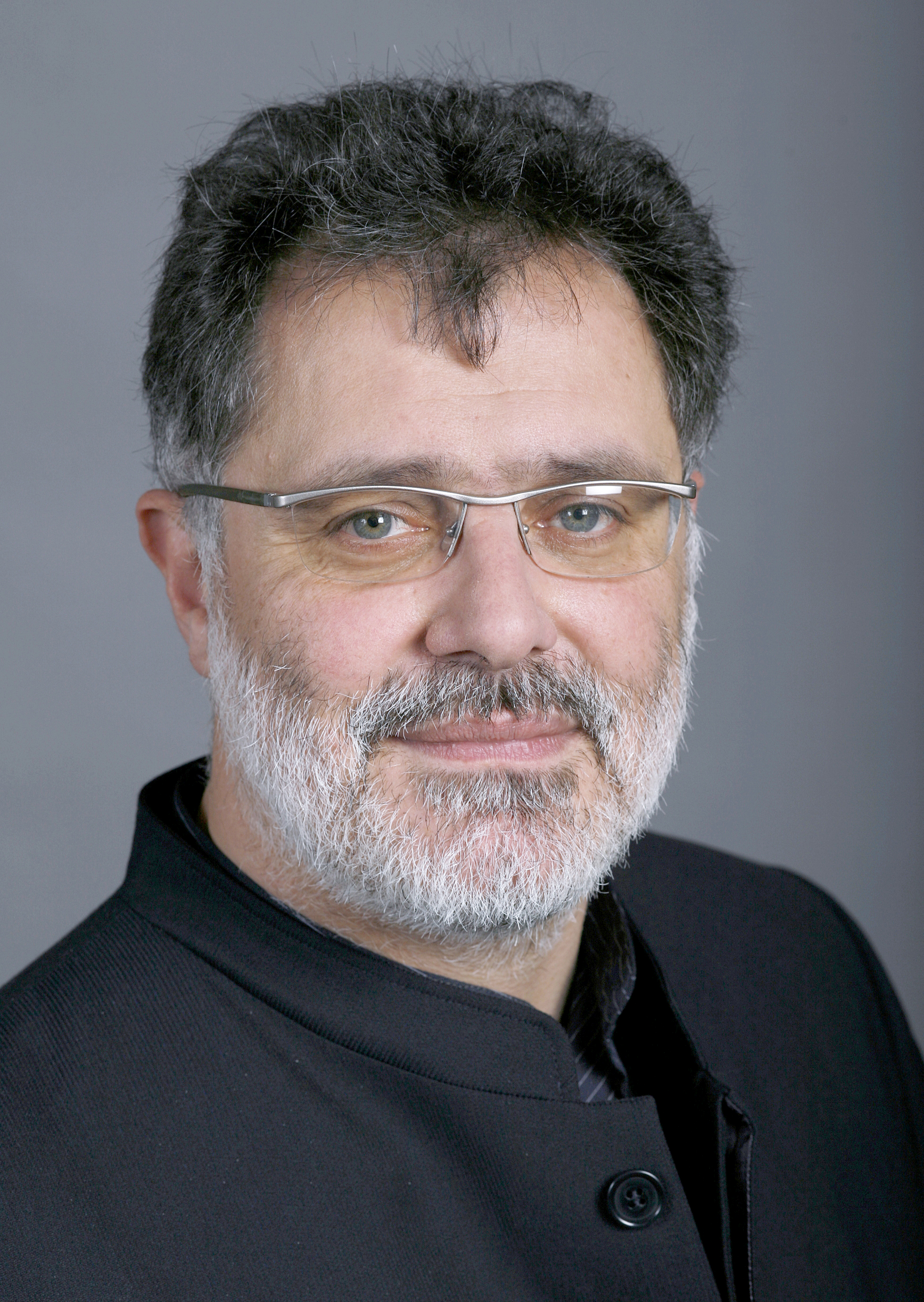
Carlo Sommaruga in 2007.

### Opleiding en vroege carrière
Hoewel Carlo Sommaruga in Zürich werd geboren, is hij afkomstig van Lugano in het Italiaanstalige Ticino. Hij studeerde rechten aan de Universiteit van Fribourg en vestigde zich nadien in Genève als advocaat.
Hij werd syndicaat secretaris van de Geneefse vakbond Syndicat interprofessionnel de travailleuses et travailleurs (SIT) en was verbonden aan de Geneefse afdeling en later aan het nationaal bestuur van de Zwitserse huurdersfederatie, waarvan hij in 2017 voorzitter werd.

### Politicus
In 1989 werd hij lid van de Sociaaldemocratische Partij van Zwitserland. Van 1991 tot 2000 was hij gemeenteraadslid van Thônex, waarvan hij in de periode 1997-1998 voorzitter was. In 2001 werd hij verkozen in de Grote Raad van Genève.
Bij de parlementsverkiezingen van 24 oktober 2003 werd hij voor het eerst verkozen in de Nationale Raad, waar hij zetelde in de commissies voor buitenlands beleid en veiligheidsbeleid. Bij de parlementsverkiezingen van 2007, die van 2011 en die van 2015 werd hij telkens herverkozen. Als parlementslid nam hij meermaals deel aan parlementaire buitenlandse missies.
Bij de parlementsverkiezingen van 2019 werd hij, samen met de groene Lisa Mazzone, op 10 november 2019 in de tweede ronde verkozen tot lid van de Kantonsraad namens zijn kanton Genève. Daarmee verwierven linkse partijen beide Geefse Kantonsraadszetels.

## Persoonlijk
Carlo Sommaruga is een zoon van de Zwitserse jurist en diplomaat Cornelio Sommaruga en is verre familie van Bondsraadslid en tweevoudig president van de Confederatie Simonetta Sommaruga.